# Padenga
Die Padenga (russisch Паденьга, Пиндиго (Pindigo)) ist ein linker Nebenfluss der Waga in der Oblast Archangelsk in Nordwestrussland.
Die Padenga hat ihren Ursprung in dem kleinen See Bolschoje Padengskoje am westlichen Rand des Rajon Schenkursk. 
Von dort aus fließt sie überwiegend in Richtung Ostsüdost.
Sie erreicht schließlich 20 km südlich von Schenkursk die Waga.
Die Padenga hat eine Länge von 169 km. Sie entwässert ein Areal von 1040 km².
Sie wird hauptsächlich von der Schneeschmelze gespeist.
Zwischen November und April ist sie eisbedeckt.
Zumindest früher wurde der Fluss zum Flößen genutzt.